# 韋爾滕伯格 (伊利諾伊州)
韋爾勝伯格（英語：Wertenburg）是位於美國伊利諾伊州克林頓縣的一個非建制地區。該地的面積和人口皆未知。

## 地理
韋爾勝伯格的座標為38°26′48″N 89°39′53″W / 38.44667°N 89.66472°W，而該地的平均海拔高度為122米（即400英尺）。